# Majetková, správní a delimitační unie odborových svazů
Majetková, správní a delimitační unie odborových svazů (MSDU OS) je českým občanským sdružením, které ovládají jednotlivé odborové svazy. Převážnou většinu činnosti představuje správa, prodej a pronájem nemovitého majetku ve vlastnictví MSDU OS (zejména rekreačních objektů).
MSDU OS vznikla usnesením mimořádného všesvazového sjezdu odborů, který se konal ve dnech 2.-3. března 1990. Je právním nástupcem někdejšího Revolučního odborového hnutí, vlastníkem rozsáhlého majetku a nositelem práv a závazků ROH. 
Statutárním a výkonným orgánem je představenstvo v čele s předsedou, nejvyšším orgánem je valná hromada složená ze zástupců odborových svazů. V čele správního aparátu stojí správní ředitel.
Podle názoru někdejšího předsedy železničních odborů Jaromíra Duška sdružení hospodaří s majetkem v řádu miliard. V roce 1990 vlastnilo největší a nejrozsáhlejší řetězec hotelových a rekreačních ubytovacích kapacit v České republice.